# US Open (darts)
De US Open was een Amerikaans dartskampioenschap, georganiseerd door de Professional Darts Corporation (PDC). Het kampioenschap werd van 2007 tot en met 2010 in mei gespeeld, en kende gedurende het evenement een opzet van best of five sets, best of three legs. Phil Taylor won zowel in 2007 als 2008 als 2010, alleen in 2009 was Dennis Priestley de winnaar.
Het kampioenschap verving de World Series of Darts (WSD) dat maar één jaar bestond vanwege slechte kijkcijfers op ESPN. De eerste US Open werd gehouden in het Mohegan Sun Casino Resort in Connecticut, waar ook de World Series of Darts in 2006 gehouden werd.

## Winnaars US Open
| Jaar | Winnaar (gemiddelde in finale) | Legs         | Runner-up (gemiddelde in finale) | Sponsors       | Prijzenpot | Winnaar | Runner-up | Plaats                                            |
| ---- | ------------------------------ | ------------ | -------------------------------- | -------------- | ---------- | ------- | --------- | ------------------------------------------------- |
| 2007 | Phil Taylor (103,10)           | 4 – 1 (sets) | Raymond van Barneveld (99,06)    | Partypoker.com | £126,000   | £12,500 | £7,500    | Mohegan Sun Casino Resort, Montville, Connecticut |
| 2008 | Phil Taylor (96,86)            | 3 – 0 (sets) | Colin Lloyd (91,48)              | Partypoker.com | £126,000   | £12,500 | £7,500    | Mohegan Sun Casino Resort, Montville, Connecticut |
| 2009 | Dennis Priestley (,)           | 6 – 3 (legs) | Andy Hamilton (,)                | Partypoker.com | $50,000    | $12,000 | $6,000    | Atlanta, Georgia                                  |
| 2010 | Phil Taylor (,)                | 6 – 3 (legs) | Denis Ovens (,)                  | Partypoker.com | £31,200    | £6,000  | £3,000    | Atlanta, Georgia                                  |